# 포맨
포맨(4MEN)은 대한민국의 3인조 보컬 그룹이다. 

## 구성원

### 1기 1998~2001
- 윤민수 - (활동당시) 메인보컬
- 정세영
- 한현희
- 이정호

### 2기 2006~2008
- J1(송재원) - (활동당시) 메인보컬
- 한현희
- 정세영
- 이정호

### 3기 2008~2019
- 신용재 - (활동당시) 메인보컬
- 영재(김영재)
- 김원주

### 4기 2021~현재
- 하은
- 요셉
- 한빈

## 음반 목록

### 정규 앨범
- 'Four Men First Album' (1998.02.01)
- '이렇게 천일동안 모으면 이별이 사라진다고 했다' (2000.12.01)
- 'Andante' (2006.03.08)
- 'The Artist' (2011.06.07)
- '1998'(2014.05)
- 'REMEMBER ME' (2017.10.24)
- 'The Eternal' (2021.06.04)

### 비정규 앨범
- '다시 사랑할 수 있을까' (Digital Single, 2006)
- 'Go Go Treasure O.S.T' (Digital Single, 2006)
- '선물' (Digital Single 2007)
- '멜로디' (Digital Single 2008)
- 'First Kiss' (EP, 2008)
- SBS 드라마 가문의 영광 OST '너 하나면 돼', '사랑해도 괜찮니', '아프지 말아요' 등 참여 (OST, 2008)
- 'Voice Of Autumn' (EP, 2009)
- 'The 3rd Generation' (EP, 2010)
- 'Baby Baby+4MEN' (EP, 2010)
- 'U (with E-Tribe)' (EP, 2010)
- '울고, 불고...' (Digital Single. 2010)
- 'Sorry' (EP. 2010)
- 'YWHO Winter Serenade' 참여 (EP, 2010)
- SBS 드라마 시크릿 가든 OST 'Here I am', '이유' 등 참여 (OST, 2010)
- SBS 드라마 나쁜 남자 OST '웃지마 울지마' 등 참여 (OST, 2010)
- KBS 2TV 수목시리즈 프레지던트 OST '독고다이' 참여 <신용재 단독> (OST, 2011)
- 너의 웃음 고마워 (Vision of Love) (Single, 2011.08.02)
- '그 남자, 그 여자' (EP, 2011.11.01)
- KBS 2TV 드라마 각시탈 OST '안되겠더라' 참여 (OST, 2012)
- '24' <신용재 솔로> (EP, 2012.07.27)
- SBS 드라마 신의 OST '걸음이 느려서' 참여 <신용재 단독> (OST, 2012)
- 'The 5th Album Vol. 1 (실화)' (Ep, 2013.01.28)
- 'Thank You'(Digital Single,2013.04.17)
- 'The 5th Album Vol. 2 (Thank You)'(Ep, 2013.05.08)

## 수상 내역

### 시상식
- 2010 제2회 멜론 뮤직 어워드 TOP 10
- 2011 제19회 대한민국문화연예대상 아이돌뮤직 최우수상
- 2012 제21회 하이원 서울가요대상 R&B발라드상
- 2013 제6회 코리아 드라마 어워즈 드라마 OST상